# Fabian Holland
Pour les articles homonymes, voir Holland.
Pas d'image ? Cliquez ici

a Compétitions nationales et continentales officielles uniquement.

b Matchs officiels uniquement.
Dernière mise à jour le 20 août 2025.
Fabian Holland, né le 9 octobre 2002 à Alkmaar (Pays-Bas), est un joueur international néo-zélandais d'origine néerlandaise de rugby à XV qui évolue au poste de deuxième ligne. Il joue avec la province d'Otago en NPC et avec les Highlanders en Super Rugby.

## Biographie
Fabian Holland naît à Alkmaar aux Pays-Bas, il grandit dans le village d'Akersloot, au nord d'Amsterdam. Enfant, il voit un jour un match des All Blacks à la télévision, et décide alors de se lancer dans le rugby à XV. Il rejoint alors le club local, le Castricum RC, où il fait sa formation. À l'âge de 16 ans, grâce à des contacts au sein de son club, il obtient une bourse d'échange pour intégrer la prestigieuse Christchurch Boys' High School (en) en Nouvelle-Zélande. 
Rapidement, il se fait remarquer. Il passe très vite de la deuxième équipe de son lycée à la première, et s'impose comme un joueur majeur. Si son séjour doit initialement durer six mois, il se voit prolonger pour une saison supplémentaire, afin de terminer son cycle d'études,. Il attire alors l'attention de plusieurs formations néo-zélandaises, notamment la franchise locale des Crusaders. Mais il choisit finalement le projet des Highlanders de Dunedin, qui lui proposent un double projet. Il peut ainsi poursuivre ses études au sein de l'université d'Otago et progresser rugbystiquement. À partir de 2021, il est donc intégré à l'équipe des moins de 20 ans des Highlanders, qui signent avec lui un contrat de développement visant à l'intégrer à l'équipe première d'ici 2023 ou 2024,.
Son année 2021 s'enrichit encore à l'été. Début juillet, il est annoncé comme faisant partie de l'effectif professionnel de la province d'Otago en NPC. Puis, quelques jours plus tard, il participe avec l'équipe de Nouvelle-Zélande des moins de 20 ans à un match amical face aux Îles Cook.
Après quatre apparitions comme remplaçant avec Otago, il passe à l'échelon supérieur l'année suivante en intégrant l'équipe première des Highlanders pour remplacer Christian Lio-Willie qui s'est blessé. Il effectue ses grands débuts en Super Rugby à l'occasion d'une rencontre face aux Blues.
Désormais exilé en Nouvelle-Zélande, Fabian Holland se concentre sur son rêve d'enfance, à savoir porter le maillot des All Blacks, et ne souhaite pas représenter les Pays-Bas, étant néanmoins fier d'être néerlandais.
Finalement, le 5 juillet 2025, il connaît sa première cape en équipe de Nouvelle-Zélande face à la France et réalise à cette occasion une bonne performance.

## Statistiques

### En équipe nationale
Au 20 août 2025, Fabian Holland compte 4 capes en équipe de Nouvelle-Zélande, depuis le 5 juillet 2025 contre l'équipe de France à Dunedin.
Avec les All Blacks, il participe à une édition du Rugby Championship, en 2025. Il dispute une rencontre dans cette compétition. 